# Pierre Barbotin
Pour les articles homonymes, voir Barbotin.
Pierre Barbotin est un coureur cycliste français, né le 29 septembre 1926 à Nantes et mort le 20 février 2009 dans la même ville.

## Biographie
Il est professionnel de 1948 à 1959. 
Il se révèle véritablement en 1951, en terminant deuxième de Milan-San Remo derrière Louison Bobet avec qui il aura été échappé durant les cent derniers kilomètres. Cette course marque la naissance du duo B-B, Bobet-Barbotin. En effet, par la suite Pierre Barbotin sera l'un des principaux équipiers de Bobet, notamment sur les routes du Tour de France.

## Palmarès
- 1948
  - 3e de Dijon-Lyon
- 1949
  - Grand Prix de l'Équipe (avec André Mahé et Marcel Dussault)
  - 2e de Manche-Océan
  - 3e du Circuit boussaquin
  - 3e de Nantes-Les Sables-d'Olonne
- 1950
  - Critérium national
  - Grand Prix des Cycles Rochet
  - 2e du Grand Prix de Suisse
- 1951
  - Circuit de l'Indre
  - 3e étape de Paris-Nice
  - 2e de Milan-San Remo
  - 2e du Critérium national
  - 2e du championnat de France sur route
  - 5e de Paris-Nice
  - 6e du Tour de France
  - 10e du Challenge Desgrange-Colombo
- 1952
  - 7e de Paris-Nice
- 1954
  - 6e étape du Tour du Sud-Est
  - 3e de Paris-Valenciennes
- 1955
  - Étoile du Léon
- 1956
  - 7e étape secteur a du Critérium du Dauphiné libéré
  - 2e de Paris-Nice
  - 7e du Critérium du Dauphiné libéré
- 1957
  - 3e du Tour de l'Ouest
  - 3e du Tour de Normandie
- 1958
  - 3e du Tour de Picardie
- 1961
  - 3e de Rennes-Basse-Indre

## Résultats sur les grands tours

### Tour de France
4 participations
- 1951 : 6e
- 1954 : abandon (5e étape)
- 1956 : 46e
- 1957 : abandon (1re étape)

### Tour d'Italie
2 participations
- 1957 : 30e
- 1958 : abandon